# 富山短期大学
富山短期大学（とやまたんきだいがく、英語: Toyama Junior College）は、富山県富山市願海寺水口444に本部を置く日本の私立大学。1963年創立、1963年大学設置。大学の略称は富山短大、富短。

## 概観

### 大学全体
- 富山県富山市に所在する日本の私立短期大学で、設置主体は学校法人富山国際学園[1]。
- 1963年に富山女子短期大学として開学[2]。当初は1学科体制だったが、順次学科の増減により現在は4学科と県内の短大では最も学科数が多く、全学科とも男女共学である。

### 建学の精神（校訓・理念・学是）
- ホームページほか右記資料を参照のこと[注釈 1]。

### 教育および研究
- 富山短期大学には、現在4つの学科がある。そのなかでも福祉学科は北陸地方の短大ではで初めて介護福祉士養成課程として設置され、福祉用具・アイデアコンクールや当学科卒業生による介護福祉リカレントセミナーなどが行なわれている。幼児教育学科では短期大学附属みどり野幼稚園や関連施設となっているにながわ保育園での実習がそれぞれ取り入れられている。

### 学風および特色
- 富山短期大学は、富山県で最初に設置された私立短大となっている。当初は、県内において女性に対する高等教育機関の必要性から設置されたもので、富山女子短期大学として運営されていた。2000年度より男女共学となっている。

## 沿革
- 個別に出典が提示されていない箇所の主な出典[3]
- 1962年
  - 10月1日 富山県庁会議室で富山女子短期大学の設立発起人会が成立する[4]。
- 1963年
  - 1月21日 左記を以て短期大学の設置が文部省[注釈 2]より認可される[注 2]。
- 1963年
  - 4月1日 富山女子短期大学が以下の学科体制にて開学[注 3]。
    - 教養科 入学定員100名

  - 5月1日 学生数[注 4]/定員
    - 教養科 117[注釈 3]/100
- 1964年
  - 4月1日 富山女子短期大学附属高等学校[注 5]開校。
  - 5月1日 学生数[15]/定員
    - 教養科 197[注釈 3]/100
- 1967年
  - 4月1日 以下の学科を増設する[注 6]。
    - 食物栄養科 入学定員80名[注 7]
    - 保育科 入学定員50名[注 8]

  - 5月1日 学生数[19]/定員
    - 教養科 493[注釈 3]/200
    - 食物栄養科 80[注釈 3]/80
    - 保育科 51[注釈 3]/50
- 1968年
  - 4月1日 司書講習単位の認定。
  - 5月1日 学生数[20]/定員
    - 教養科 411[注釈 3]/200
    - 食物栄養科 161[注釈 3]/160
    - 保育科 106[注釈 3]/100
- 1970年
  - 4月1日 保育科を幼児教育科に改称し、入学定員を50→80に増員[注 9]。
  - 5月1日 学生数[23]/定員
    - 教養科 332[注釈 3]/200
    - 食物栄養科 168[注釈 3]/160
    - 幼児教育科 127[注釈 3]/130
- 1971年
  - 4月1日
    - 以下の学科を増設する[24]。
      - 家政学科 入学定員80名[注釈 4]

    - この年度の入学生より、教養科を以下の学科に改組される[注 10]
      - 文学科
        - 国文専攻 入学定員40名[注釈 4]
        - 英文専攻 入学定員40名[注釈 4]

    - 以下、学科名の改称あり[注 11]
      - 幼児教育科→幼児教育学科
      - 食物栄養科→食物栄養学科

    - 中学校教諭課程の認定（家庭、英語、国語）。

  - 5月1日 学生数[28]/定員
    - 文学科 100[注釈 3]/80
      - 教養科 149[注釈 3]/100

    - 食物栄養科 165[注釈 3]/160
    - 幼児教育学科 156[注釈 3]/160
    - 家政学科 87[注釈 3]/80
- 1972年
  - 5月1日 学生数[29]/定員
    - 文学科 194[注釈 3]/160
    - 食物栄養学科 165[注釈 3]/160
    - 幼児教育学科 168[注釈 3]/160
    - 家政学科 185[注釈 3]/160
- 1977年
  - 富山女子短期大学付属みどり幼稚園[注 12]が開園。
- 1982年
  - 4月1日 以下の学科を増設する[注 13]。
    - 商経学科 入学定員80名[注 14]

  - 5月1日 学生数[34]/定員
    - 文学科 187[注釈 3]/160
    - 食物栄養科 158[注釈 3]/160
    - 幼児教育学科 188[注釈 3]/160
    - 家政学科 176[注釈 3]/160
    - 商経学科 80[注釈 3]/80
- 1985年
  - 5月1日 学生数[35]/定員
    - 文学科 184[注釈 3]/160
    - 食物栄養学科 169[注釈 3]/160
    - 幼児教育学科 134[注釈 3]/160
    - 家政学科 184[注釈 3]/160
    - 商経学科 188[注釈 3]/160
- 1986年
  - 5月1日 学生数[36]/定員
    - 文学科 207[注釈 3]/160
    - 食物栄養学科 173[注釈 3]/160
    - 幼児教育学科 155[注釈 3]/160
    - 家政学科 194[注釈 3]/160
    - 商経学科 180[注釈 3]/160
- 1987年
  - 5月1日 学生数[37]/定員
    - 文学科 218[注釈 3]/160
    - 食物栄養科 184[注釈 3]/160
    - 幼児教育学科 182[注釈 3]/160
    - 家政学科 199[注釈 3]/160
    - 商経学科 222[注釈 3]/160
- 1990年
  - 4月1日 法人名称を富山国際学園に変更。
- 1991年
  - 4月1日 以下の学科・専攻において入学定員増あり[注 15]。
    - 文学科
      - 国文専攻 40→60
      - 英文専攻 40→60

    - 商経学科 80→120

  - 5月1日 学生数[42]/定員
    - 文学科 239[注釈 3]/200
    - 食物栄養科 176[注釈 3]/160
    - 幼児教育学科 178[注釈 3]/160
    - 家政学科 199[注釈 3]/160
    - 商経学科 248[注釈 3]/200
- 1989年
  - 4月1日 ベルウユー・コミュニティ・カレッジ（アメリカ合衆国）と姉妹校提携調印。
- 1992年
  - 5月1日 学生数[注 16]/定員
    - 文学科 289[注釈 3]/240
    - 食物栄養学科 174[注釈 3]/160
    - 幼児教育学科 181[注釈 3]/160
    - 家政学科 195[注釈 3]/160
    - 商経学科 278[注釈 3]/240
- 1993年
  - 5月1日 学生数[45]/定員
    - 文学科 295[注釈 3]/240
    - 食物栄養学科 176[注釈 3]/160
    - 幼児教育学科 184[注釈 3]/160
    - 家政学科 191[注釈 3]/160
    - 商経学科 279[注釈 3]/240
- 1994年
  - 4月1日 家政学科を生活科学科に改称[注 17]
  - 5月1日 学生数[49]/定員
    - 文学科 293[注釈 3]/240
    - 食物栄養学科 187[注釈 3]/160
    - 幼児教育学科 177[注釈 3]/160
    - 生活科学科 96[注釈 3]/80
      - 家政学科 95[注釈 3]/80

    - 商経学科 285[注釈 3]/240
- 1996年
  - 4月1日 以下の学科を増設する[50]。
    - 福祉学科 入学定員80名

  - 5月1日 学生数[51]/定員
    - 文学科 286[注釈 3]/240
    - 食物栄養科 178[注釈 3]/160
    - 幼児教育学科 203[注釈 3]/160
    - 生活科学科 182[注釈 3]/160
    - 商経学科 287[注釈 3]/240
    - 福祉学科 89[注釈 3]/80
- 1997年
  - 5月1日 学生数[52]/定員
    - 文学科 194[注釈 3]/240
    - 食物栄養学科 180[注釈 3]/160
    - 幼児教育学科 188[注釈 3]/160
    - 生活科学科 163[注釈 3]/160
    - 商経学科 244[注釈 3]/240
    - 福祉学科 181[注釈 3]/160
- 1999年
  - 4月1日
    - この年度の入学生より商経学科を経営情報学科に改組[53]。
    - 以下の学科については、この年度で学生募集を最終とする[注 18]。
    - 生活科学科[注釈 5]
    - 文学科
      - 国文専攻[注釈 5]
      - 英文専攻[注釈 5]

  - 5月1日 学生数[57]/定員
    - 文学科 136[注釈 3]/240
    - 食物栄養学科 185[注釈 3]/160
    - 幼児教育学科 187[注釈 3]/160
    - 生活科学科 140[注釈 3]/160
    - 経営情報学科 208[注釈 3]/120
      - 商経学科 103[注釈 3]/120

    - 福祉学科 188[注釈 3]/160
- 2000年
  - 4月1日
    - 男女共学とし[58]、それに伴い、学名を富山短期大学と改称[59]。
    - 経営情報学科の入学定員を120→114に減員[60]。
- 2001年
  - 4月1日 経営情報学科の入学定員を114→108に減員[注 19]。
- 2002年
  - 4月1日 経営情報学科の入学定員を108→102に減員[注 20]。
- 2003年
  - 4月1日 経営情報学科の入学定員を102→96に減員[注 21]。
- 2004年
  - 4月1日 経営情報学科の入学定員を96→90に減員[注 22]。
- 2005年
  - 4月1日 専攻科の設置が認められ、以下の課程を設ける[注 23]。
    - 食物栄養専攻 入学定員15名
- 2009年
  - 4月1日 以下、入学定員の変更あり[注 24]。
    - 経営情報学科 90→100
    - 福祉学科 80→70
- 2014年
  - 1月 平成26年度大学入試センター試験参加短期大学の1校となる[71]。
- 2015年
  - 1月 平成27年度大学入試センター試験参加短期大学の1校となる[72]。
- 2016年
  - 1月 平成28年度大学入試センター試験参加短期大学の1校となる[73]。
  - 4月1日 以下、入学定員の変更あり[注 25]。
    - 経営情報学科 100→110
    - 福祉学科 70→60
- 2019年
  - 4月1日 福祉学科を健康福祉学科に改称[注 26]。

## 基礎データ

### 所在地
- 富山県富山市願海寺水口444

### 交通アクセス
- JR富山駅、あいの風とやま鉄道線 呉羽駅・小杉駅からそれぞれ富山地方鉄道バスを利用。「富山短大前」バス停留所下車。
- 射水市コミュニティバス　新湊・呉羽駅線　「富山短期大学前」バス停

### 象徴
- ホームページほか右記資料も参照のこと[注釈 1]

## 教育および研究

### 組織

#### 学科
- 食物栄養学科 入学定員80名[1]
- 幼児教育学科 入学定員80名[1]
- 経営情報学科 入学定員110名[1]
- 健康福祉学科 入学定員40名[1]

##### かつて設置されていた学科
- 文学科
  - 国文専攻 入学定員60名[注釈 6]
  - 英文専攻 入学定員60名[注釈 6]
- 生活科学科 入学定員80名[注釈 6]

#### 専攻科
- 食物栄養専攻 入学定員15名[1]
  - 短期大学で栄養士資格を取得した人を対称とした課程で、修業年限は昼間部2年制。四年制大学に相当する教育が行なわれている。

#### 別科
- なし

##### 取得資格について
- 栄養士資格・栄養教諭二種免許状：食物栄養学科[注 27]
- 保育士資格・幼稚園教諭二種免許状：幼児教育学科。
- 介護福祉士資格：福祉学科
- 司書資格：経営情報学科
- 社会福祉士基礎科目：短大卒業後、実務経験2年+社会福祉士短期養成施設修了により国家試験受験資格を得るコースもある。
- かつては、中学校教諭二種免許状が設けられていた[注 28]
  - 国語：かつての文学科国文専攻に設けられていた。
  - 英語：かつての文学科英文専攻に設けられていた。
  - 家庭：かつての生活科学科に設けられていた。

#### 附属機関
- 生涯学習センター
- 富山短期大学附属図書館：所蔵資料はおよそ100,000冊となっている。

### 研究
- 『富山女子短期大学紀要』[86]
- 『富山短期大学紀要』[87]

### 教育
- 特色ある大学教育支援プログラム
  - 2003年、第1回の文部科学省より採択され、入学前から卒業後に至る一貫した福祉人材養成教育の取組みが注目されている。
- 新たな社会的ニーズに対応した学生支援プログラム
  - 2007年「地域をキャンパスとした人間力向上の取組」において採択されている。

## 学生生活

### 部活動・クラブ活動・サークル活動
- 富山短期大学のクラブ活動一覧（一部）
  - 体育系：軟式野球・卓球・テニス・バスケットボール・フットサル・バレーボール ほか
  - 文化系：茶道・軽音楽 ほか

### 学園祭
- 富山短期大学の学園祭は毎年、概ね10月に行われている。
- 2013年には、50回目の節目を迎えた。

## 大学関係者と組織

### 大学関係者一覧
- 金岡祐一：3代目学長

## 施設
- A館：本部・事務部をはじめとする事務組織などがある。
- B館：会議室・守衛室などがある。
- C館：附属図書館がある。
- D館：介護実習室・入浴実習室がある。
- E館：音楽室・図工室・保育実習室などがある。富山国際大学子ども育成学部と共用している。
- F館：調理実習室・実験室・コンピュータ室などがある。
- G館：学生食堂・体育館などがある。
- 小ホール・学生会室
- グラウンド
- テニスコート

### 寮
- 短大からアパートの斡旋がある。

## 対外関係

### 系列校
- 富山国際大学
- 富山国際大学付属高等学校

## 卒業後の進路について

### 編入学・進学実績
- 併設の富山国際大学への編入学制度がある。なお、それ以外の大学への編入学としては以下のものがある。

- 食物栄養学科：富山大学・郡山女子大学・甲子園大学・富山短期大学専攻科ほか
- 幼児教育学科：仁愛大学・東海大学・佛教大学・徳島文理大学ほか
- 経営情報学科：富山大学・信州大学・新潟大学・滋賀大学・高崎経済大学・京都産業大学・東京経済大学・金沢工業大学ほか
- 福祉学科：埼玉県立大学・金城大学・長野大学・日本福祉大学・京都光華女子大学・龍谷大学ほか

　かつての学科の実績
- 生活科学科（家政学科含む）：東京家政学院大学・文化女子大学・岐阜女子大学・大阪樟蔭女子大学・帝塚山学院大学
- 文学科
  - 国文専攻：愛知大学ほか
  - 英文専攻：実践女子大学ほか

## 附属学校・関係校
- 富山短期大学付属みどり野幼稚園
- 富山国際大学
- 富山国際大学付属高校
- 富山国際学園福祉会西田地方保育園